# Frédérique Constant
Frédérique Constant é uma empresa fabricante de relógios de alta gama da Suíça sediada em Plan-les-Ouates.

## Histórico
Marca independente, foi fundada em 1988 pela Sra. Aletta Bax e o Sr. Peter Stas.

## Efemérides
- 1992 - Aletta e Peter lançam uma primeira colecção formada por seis relógios montados por um relojoeiro de praça de Genebra
- 1994 - apresentação do sistema "Heart Beat" imaginado por Frédérique Constant
- 2004 - nasce a Frédérique Constant com apresentação de variantes do "Heart Beat" [1]
- 2008 - surpresa em Basileia com a apresentação de um calibre Turbilhão por uma empresa tão nova
- 2009 - início da implicação na ajuda caritativa como Paint a Smile. Em 2010 50 000 USD para a American Heart Association, e em 2011 75 000 USD para a International Children’s Heart Foundation [2]